# 辻上裕章
辻上 裕章（つじかみ ひろあき、1976年8月31日-）は、群馬県出身の元サッカー選手、福島ユナイテッドFC取締役副社長。現役時代のポジションはDF。
妻は元日本代表（なでしこジャパン）の澤穂希。

## 来歴
米国 NEWMAN SMITH HIGH SCHOOL（ニューマンスミス高校）から早稲田大学人間科学部スポーツ科学科（現・スポーツ科学部）を経て、2000年に当時J2だったベガルタ仙台に入団。しかし怪我もあってトップチームでのベンチ入りの機会はなく、1年で現役引退。
2001年に柏レイソルのスタッフに加わり強化本部に在籍、ヘッドコーチ・監督のスティーブ・ペリマンの通訳を務める。その後、柏在籍のまま共同通信社に出向し、運動記者として国内の他ロンドン支局でも勤務する。ロンドンから帰国後、今度は日本サッカー協会に出向。ロンドンオリンピックに出場した日本代表（U-23日本代表）の広報スタッフとしてチームを支えた。
2013年、古巣の仙台にスタッフとして加入。強化・育成部に所属する。2015年12月1日に運営・広報部長に就いた。
2022年、福島ユナイテッドFC取締役副社長に就任。

## エピソード
妻となった澤穂希とは10年来の友人であったというが、2015年1月の澤の自主トレにつきあった際に急接近、同年8月8日に結婚した。その年の第37回皇后杯準決勝では、辻上の所属する仙台のレディースチームと澤の所属するINAC神戸レオネッサが対戦、“夫婦対決”が実現した。

## 所属クラブ
- 早稲田大学
- 2000年 ベガルタ仙台

## 個人成績
| 国内大会個人成績 | 国内大会個人成績 | 国内大会個人成績 | 国内大会個人成績 | 国内大会個人成績 | 国内大会個人成績 | 国内大会個人成績 | 国内大会個人成績 | 国内大会個人成績 | 国内大会個人成績 | 国内大会個人成績 | 国内大会個人成績 |
| 年度             | クラブ           | 背番号           | リーグ           | リーグ戦         | リーグ戦         | リーグ杯         | リーグ杯         | オープン杯       | オープン杯       | 期間通算         | 期間通算         |
| 年度             | クラブ           | 背番号           | リーグ           | 出場             | 得点             | 出場             | 得点             | 出場             | 得点             | 出場             | 得点             |
| 日本             | 日本             | 日本             | 日本             | リーグ戦         | リーグ戦         | リーグ杯         | リーグ杯         | 天皇杯           | 天皇杯           | 期間通算         | 期間通算         |
| ---------------- | ---------------- | ---------------- | ---------------- | ---------------- | ---------------- | ---------------- | ---------------- | ---------------- | ---------------- | ---------------- | ---------------- |
| 2000             | 仙台             | 27               | J2               | 0                | 0                | 0                | 0                | 0                | 0                | 0                | 0                |
| 通算             | 日本             | 日本             | J2               | 0                | 0                | 0                | 0                | 0                | 0                | 0                | 0                |
| 総通算           | 総通算           | 総通算           | 総通算           | 0                | 0                | 0                | 0                | 0                | 0                | 0                | 0                |